# Bellefonds
Bellefonds é uma comuna francesa na região administrativa da Nova Aquitânia, no departamento de Vienne. Estende-se por uma área de 8,5 km². Em 2010 a comuna tinha 259 habitantes (densidade: 30,5 hab./km²).